# 2292 Seili
2292 Seili (1942 RM) là một tiểu hành tinh vành đai chính được phát hiện ngày 7 tháng 9 năm 1942 bởi Y. Vaisala ở Turku.